# Region povodí Sedlnice
Region povodí Sedlnice je zájmové sdružení obcí v okresu Nový Jičín, jeho sídlem je Ženklava a jeho cílem je Propagace regionu, poskytování si rychlé a účelné pomoci v případě katastrof a živelních pohrom, revitalizace toků. Sdružuje celkem 6 obcí a byl založen v roce 2000.

## Obce sdružené v mikroregionu
- Rybí
- Sedlnice
- Štramberk
- Veřovice
- Závišice
- Ženklava